# Тащиев, Сурен Амбарцумович

Сурен Амбарцумович Тащиев (Тащиян)

Сурен Амбарцумович Тащиев (Тащиян; 1919—1943) — советский лётчик-ас 11-го гвардейского истребительного авиационного полка 1-й минно-торпедной дивизии Военно-воздушных сил Черноморского флота в годы Великой Отечественной войны, Герой Российской Федерации (16.02.1995, посмертно). Гвардии лейтенант (28.09.1942).

## Биография
Родился 22 марта 1919 года в селе Чалтырь ныне Мясниковского района Ростовской области. Армянин. После окончания начальной школы уехал в город Ростов-на-Дону в 1936 году. Здесь окончил 7 классов школы № 16 имени Степана Шаумяна в 1937 году и школу ФКУ при заводе «Азчерэнерго» в 1939 году. Работал слесарем, занимался в аэроклубе.
В Военно-морском флоте с октября 1939 года. В июне 1941 года окончил Военно-морское авиационное училище имени Сталина (Ейск) и направлен для прохождения службы в авиацию Черноморского флота.
Участник Великой Отечественной войны с первых дней. Воевал в должности лётчика в составе 32-го истребительного авиационного полка (с мая 1943 года — 11-го гвардейского истребительного авиационного полка ВВС ВМФ). Летал ведомым у Дмитрия Старикова. Был его надежным щитом, не раз спасал в воздушных боях. Участвовал в обороне Перекопского перешейка и Севастополя, в битве за Кавказ. Летал на самолётах «И-16», «Як-1», «ЛаГГ-3», «Аэрокобра». В 1942 году был награждён первым орденом Красного Знамени.
В марте 1943 года был представлен к присвоению звания Герой Советского Союза. К тому времени на его счету было 7 сбитых бомбардировщиков, не считая других самолётов. Но командование флота понизило статус награды и он был награждён вторым орденом Красного Знамени.
25 сентября 1943 года в воздушном бою над Керченским проливом лейтенант Тащиев одержал свою 12-ю победу, но и сам был сбит. Покинув неуправляемый самолёт на парашюте, будучи раненым, опустился в воды пролива. Погиб.
К этому моменту на его счету было 275 боевых вылетов, 31 воздушных боев, 8 сбитых самолёта противника лично и 3 в группе. Кроме того, им были потоплены при штурмовках три немецких катера и 1 быстроходная десантная баржа.
Через несколько дней после гибели на фюзеляже боевой машины Дмитрия Старикова появилась надпись «Сурен Тащиев». Так продолжал громить врага отважный пилот и после смерти.
С 1965 года земляк Героя ветеран войны Акоп Гайбарян, а позднее Армянский комитет Героев Советского Союза, стали добиваться присвоения Тащиеву высокого звания Героя. Обращались в различные инстанции вплоть до Министерства обороны. Большинство ответов гласило «у Сурена Тащиева уже достаточно наград». Последнее письмо Гайбарян написал в августе 1993 года в Администрацию президента РФ.
Указом Президента Российской Федерации от 16 февраля 1995 года № 147 за мужество и героизм, проявленные в борьбе с немецко-фашистскими захватчиками в Великой Отечественной войне 1941—1945 годов, Тащиеву Сурену Амбарцумовичу присвоено звание Героя Российской Федерации посмертно.

## Награды
- Герой Российской Федерации (16 февраля 1995) — за мужество и героизм, проявленные в борьбе с немецко-фашистскими захватчиками в Великой Отечественной войне 1941-1945 годов
- Два ордена Красного Знамени (13 августа 1942, 18 июня 1943)
- Орден Красной Звезды (27 июня 1943)

### Семья
Отец — Амбарцум Нигохосович, мать — Евгина Бадасовна. В семье Тащиянов росло четверо детей: кроме Сурена — близнецы Хевонд и Арусяк и младший Нигохос.

## Память
- На мемориале в память о погибших во время Великой Отечественной войны в селе Чалтырь в 1995 году была установлена отдельная памятная доска с именем Героя.
- Мемориальная доска в память о Тащиеве установлена Российским военно-историческим обществом на здании Чалтырской средней школы № 1 Ростовской области, где он учился.